# Banu Hawazin
I Banū Hawāzin (in arabo ﺑﻨﻮ ﻫﻮﺍﺯﻥ‎?) erano una tribù del Ḥijāz, ancora attiva ai tempi in cui Muḥammad predicava l'Islam.
Pagani e devoti alla divinità di Jihār, nel centro fieristico di ʿUkāz, il più importante dell'intero Ḥijāz, gli Hawāzin erano avversari della tribù meccana dei Quraysh, con i quali si erano scontrati in due dei più noti Ayyām al-ʿArab (I giorni [gloriosi] degli Arabi): quelli di Fijār, probabilmente causati dalla concorrenza commerciale tra i due raggruppamenti, al di là delle cause ufficialmente addotte all'epoca per spiegare il motivo di quei confronti armati.
Una parte della tribù si convertì all'Islam mentre un'altra parte rimase pagana e contrastò duramente i musulmani a Ḥunayn, sfiorando inizialmente una clamorosa vittoria.

La capacità di Muḥammad di saper quasi sempre gestire con acume le sue vittorie, permise agli sconfitti di entrare nella Umma islamica senza difficoltà di sorta e senza afflizioni di tipo economico, dovendosi rassegnare soltanto a distruggere il loro idolo avito.
Tuttavia, dopo la morte del Profeta, i B. Hawāzin fecero parte dei cosiddetti apostati ma non furono puniti dalle armate califfali di Abū Bakr che, con la "guerra della Ridda" ridusse all'obbedienza tutti i gruppi umani insediati nel Ḥijāz e nell'intera Penisola Araba.